# HMS Cadmus (1942)
HMS Cadmus – brytyjski trałowiec z okresu II wojny światowej, jedna ze 110 zbudowanych jednostek typu Algerine. Okręt został zwodowany 27 maja 1942 roku w stoczni Harland and Wolff w Belfaście, a do służby w Royal Navy wszedł 9 września 1942 roku z numerem burtowym J230. Na początku lat 50. trałowiec sprzedano Belgii, a do służby w Belgijskiej Marynarce Wojennej wszedł pod nazwą „Georges Lecointe” (M901) w styczniu 1950 roku. Jednostka została wycofana ze służby w 1959 roku i złomowana w roku następnym.

## Projekt i budowa
HMS „Cadmus” był jedną ze 110 zbudowanych jednostek typu Algerine, znacznie większych od budowanych na początku wojny okrętów typu Bangor . Nowy typ stanowił powrót do budowy pełnomorskich trałowców wielkości przedwojennego typu Halcyon, zdolnych nie tylko do wykonywania zdań trałowych, lecz także do walki z okrętami podwodnymi i eskortowania konwojów . Cena za uniwersalność okazała się jednak wysoka, gdyż koszt budowy trałowca typu Algerine był dwukrotnie większy niż korwety typu Flower .
HMS „Cadmus” zbudowany został w stoczni Harland and Wolff w Belfaście. Stępkę okrętu położono 21 lipca 1941 roku, został zwodowany 27 maja 1942 roku, a ukończono go 9 września 1942 roku .

## Dane taktyczno-techniczne
Okręt był oceanicznym trałowcem, przeznaczonym także do zadań eskortowych i zwalczania okrętów podwodnych . Długość całkowita wynosiła 68,6 metra, szerokość 10,8 metra i zanurzenie maksymalne 3,2 metra (3,58 metra ze śrubami) . Wyporność standardowa wynosiła pomiędzy 940 a 1040 ton, zaś pełna 1225–1335 ton. Okręt napędzany był przez dwa zestawy turbin parowych z przekładniami o łącznej mocy 2000 KM, do których parę dostarczały dwa trójwalczakowe kotły Admiralicji . Dwuśrubowy układ napędowy pozwalał osiągnąć prędkość 16,5 węzła. Okręt zabierał maksymalnie zapas 235 ton mazutu, co zapewniało zasięg wynoszący 6000 Mm przy prędkości 12 węzłów .
Uzbrojenie artyleryjskie jednostki składało się z pojedynczego działa uniwersalnego kal. 102 mm (4 cale) QF HA Mark V L/45 umieszczonego na dziobie . Uzbrojenie przeciwlotnicze składało się z czterech pojedynczych lub czterech podwójnych działek automatycznych Oerlikon kal. 20 mm L/70 Mark II/IV . Broń ZOP stanowiły cztery miotacze i dwie zrzutnie bomb głębinowych (z łącznym zapasem do 92 bg) . W celu zwalczania min okręt przenosił trały . Wyposażenie radioelektroniczne obejmowało radar oraz sonar .
Załoga okrętu liczyła od 85 do 138 oficerów, podoficerów i marynarzy .

## Służba

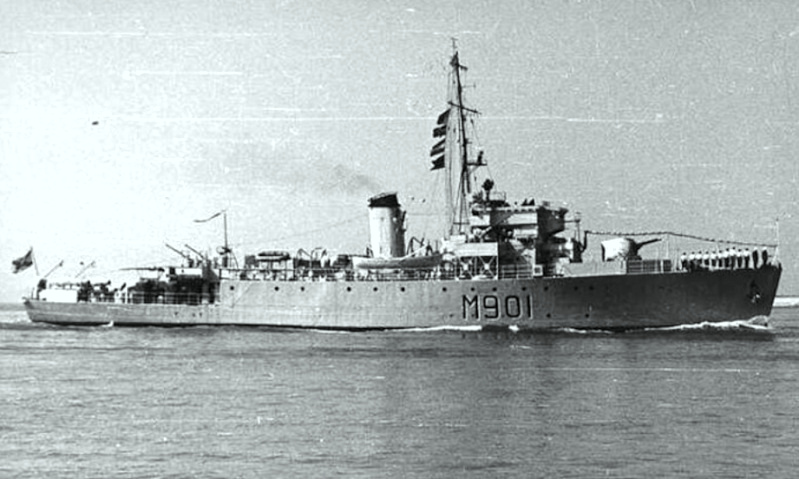
Okręt w służbie belgijskiej jako „Georges Lecointe”.

Okręt wszedł do służby w Royal Navy we wrześniu 1942 roku, otrzymując numer taktyczny J230 . Na początku lat 50. trałowiec sprzedano Belgii (wraz z bliźniaczymi jednostkami „HMS Fancy”, „HMS Liberty”, „HMS Ready”, „HMS Rosario” oraz „HMS Spanker”) i w styczniu 1950 roku przyjęto go do służby w Belgijskiej Marynarce Wojennej pod nazwą „Georges Lecointe” (numer taktyczny M901) . Uzbrojenie okrętu w tym okresie stanowiło pojedyncze działo kal. 102 mm oraz cztery działka Bofors kal. 40 mm L/60 Mark 7, a jego załoga liczyła 101 osób . Jednostka oprócz zadań trałowych pełniła też funkcję patrolowca. W 1954 roku trałowiec stał się okrętem szkolnym, a od 1957 roku pełnił rolę hulku . Okręt został wycofany ze służby w 1959 roku , a w maju 1960 roku w Burcht koło Antwerpii rozpoczęło się jego złomowanie.